# Cubophis vudii
Espèce
Synonymes
- Alsophis vudii Cope, 1862
- Alsophis vudii aterrimus Barbour & Shreve 1935
- Alsophis vudii raineyi Barbour & Shreve 1935
- Alsophis vudii utowanae Barbour & Shreve 1935
- Alsophis vudii picticeps Conant, 1937

Cubophis vudii est une espèce de serpents de la famille des Dipsadidae.

## Répartition
Cette espèce est endémique des Bahamas. 

## Liste des sous-espèces
Selon The Reptile Database (30 août 2013) :
- Cubophis vudii aterrimus (Barbour & Shreve, 1935) petit banc des Bahamas
- Cubophis vudii picticeps (Conant, 1937) des îles Bimini
- Cubophis vudii raineyi (Barbour & Shreve, 1935) des Crooked et Acklins
- Cubophis vudii utowanae (Barbour & Shreve, 1935) de Great Inagua
- Cubophis vudii vudii (Cope, 1862) grand banc des Bahamas

## Publications originales
- Cope, 1863 "1862"  : Synopsis of the species of Holcosus and Ameiva, with diagnoses of new West Indian and South American Colubridae. Proceedings of the Academy of Natural Sciences of Philadelphia, vol. 14, p. 60-82 (texte intégral).
- Barbour & Shreve, 1935 : Concerning some Bahamian reptiles, with notes on the fauna. Proceedings of the Boston Society of Natural History, vol. 40, p. 347-365 (texte intégral).
- Conant, 1937 : Alsophis from new islands with the description of a new subspecies. Proceedings of the New England Zoölogical Club, vol. 16, p. 81-83.